# Koninklijke Orde (Bhutan)

Lint van de Koninklijke Orde van Bhutan

De Koninklijke Orde werd in 1966 door Z.M. Koning Jigme Dorji Wangchuck van Bhutan ingesteld. Deze ridderorde is de jongere van de twee Bhutaanse orden. Het lint van deze orde die drie graden en een medaille kent is wit met aan de randen een rode zoom die eerst oranje en dan aan de rand van het lint geel wordt.